# Кициу, Стелиос
Стелиос Кициу (греч. Στέλιος Κίτσιου, 28 сентября 1993, Салоники, Греция) — греческий футболист, правый защитник и полузащитник.

## Карьера
Стелиос начал заниматься футболом в возрасте 14 лет в команде Павлоса Меласа. Затем он присоединился к академиям ПАОКа, играл в более мелких дивизионах клуба, а в 2012 году был переведен в мужскую команду, впервые появившись в матче лиги против АЕКА 20 октября 2012 года.
22 ноября 2013 года было объявлено о соглашении продлить его контракт до 2018 года. В течение следующих трех лет (2013-14, 2014-15, 2015-16) он был ключевым игроком команды, в то время как в следующем (2016-17) вместе с Лео Матосом он создал правый край обороны, достигнув первого титула в своей карьере, Кубка Греции, в финале которого ПАОК победил АЕК со счетом 2 : 1.
Летом 2017 года он был отдан в аренду на год бельгийскому клубу Сент-Трюйден.
31 января 2019 года он был отдан в аренду Анкарагюджю на 6 месяцев.
22 июля 2019 года он был продан ПАОКом Анкарагюджю за 300 000 евро.

### В национальных сборных
Он был членом молодёжной сборной в 2011 году, а с 2013 по 2014 год был интернационалистом с Elpida (K-21).
В 2015 году он впервые появился в Сборной Греции по футболу, с которой дебютировал 7 сентября в выездном матче против Румынии (0-0) на отборочном турнире Евро-2016, где начинал в качестве ключевого игрока.

## Статистика карьеры
| Клуб             | Сезон            | Суперлига | Суперлига | Кубок Греции | Кубок Греции | Лига чемпионов | Лига чемпионов | Лига Европы | Лига Европы | Всего | Всего |
| Клуб             | Сезон            | Игры      | Голы      | Игры         | Голы         | Игры           | Голы           | Игры        | Голы        | Игры  | Голы  |
| ---------------- | ---------------- | --------- | --------- | ------------ | ------------ | -------------- | -------------- | ----------- | ----------- | ----- | ----- |
| ПАОК             | 2012/13          | 9         | 0         | 3            | 0            | 0              | 0              | 0           | 0           | 12    | 0     |
| ПАОК             | 2013/14          | 27        | 1         | 3            | 0            | 4              | 0              | 7           | 1           | 41    | 2     |
| Всего за карьеру | Всего за карьеру | 36        | 1         | 6            | 0            | 4              | 0              | 7           | 1           | 53    | 2     |